# Athetis hongkongensis
Athetis hongkongensis är en fjärilsart som beskrevs av Anthony C. Galsworthy 1997. Athetis hongkongensis ingår i släktet Athetis och familjen nattflyn. Inga underarter finns listade i Catalogue of Life.